# (1300) Marcelle
(1300) Marcelle ist ein Asteroid des Hauptgürtels, der am 10. Februar 1934 vom französischen Astronomen Guy Reiss in Algier entdeckt wurde.
Der Asteroid trägt den Namen der zweiten Tochter des Entdeckers.